# Fungo di Borgotaro
Il fungo di Borgotaro (IGP) è un prodotto ortofrutticolo italiano a Indicazione geografica protetta.

## Storia

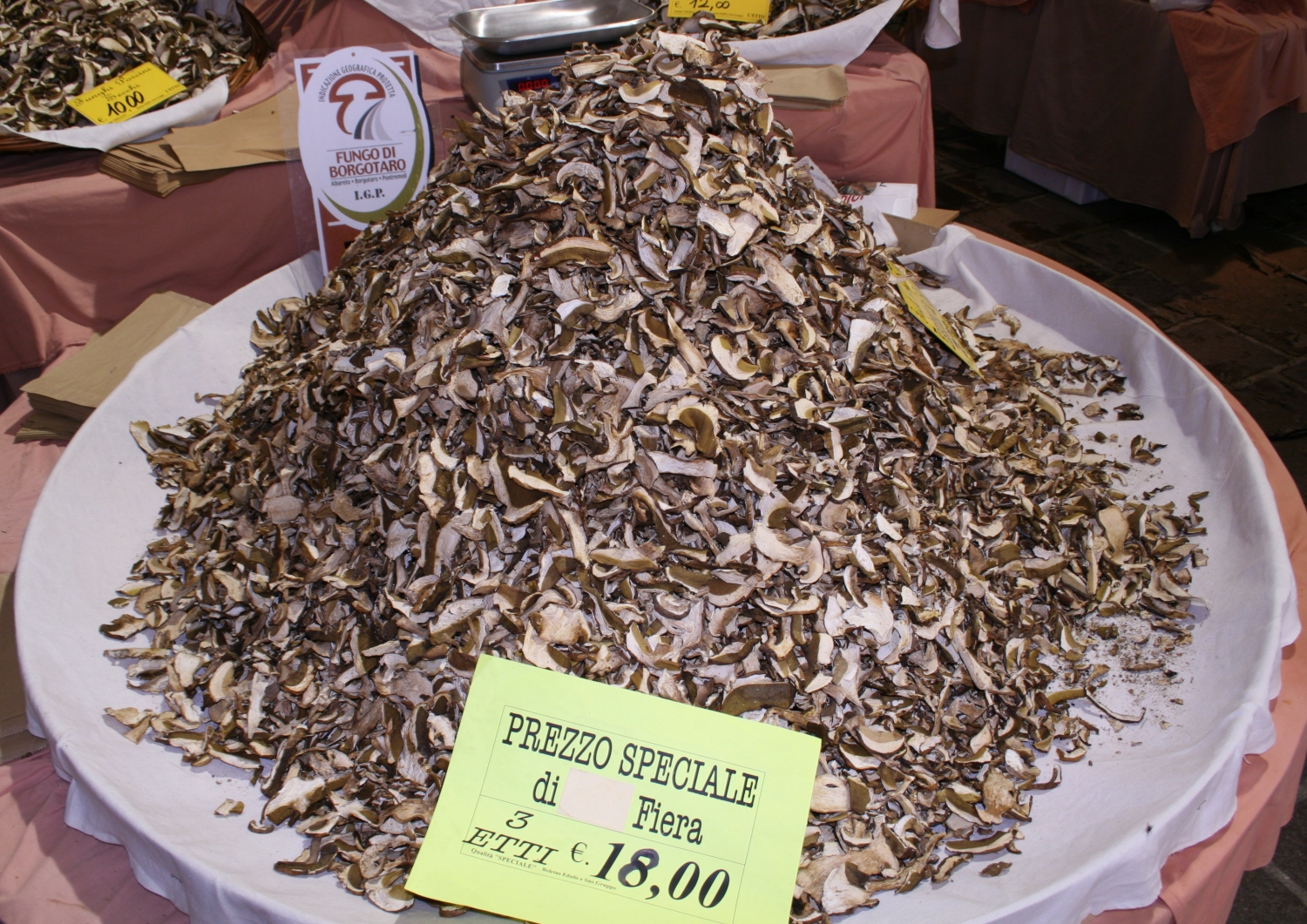
Funghi di Borgotaro essiccati

La commercializzazione del fungo di Borgotaro è menzionata per la prima volta nel XVII secolo nella Istoria di Borgo Val di Taro scritta da Alberto Clemente Cassio, nativo di Borgotaro e canonico presso la corte del papa. In un passo del testo infatti, il Cassio narra come in autunno si facesse ampia raccolta e vendita degli "inodorati boleti" che, messi sotto sale, venivano "trasmessi ad altri paesi".
Il Cassio dice anche che la produzione e raccolta del fungo avveniva nei boschi di faggi, abeti e, a quote inferiori, castagni, all'interno di una foresta che cresceva senza interruzioni sino ai confini del ducato di Parma con la repubblica di Genova. Questi boschi di castagno e faggio (le abetine purtroppo sono andate perdute) si possono facilmente riconoscere nella zona che va dalla valle del torrente Cogena sino alla località di Montegroppo, nella valle del torrente Gotra.
Intorno al 1833, Lorenzo Molossi nel suo Vocabolario topografico del ducato di Parma, Piacenza e Guastalla alla voce  "Albareto" menziona il fiorente commercio dei funghi in salamoia, mentre, poco più che mezzo secolo dopo, il Grilli definirà la raccolta dei funghi come un'industria locale.
Nel 1928 venne istituito ad Albareto un mercato specifico per la vendita del fungo fissato in due giorni infrasettimanali. Per regolamentare e proteggere dallo sfruttamento sconsiderato una risorsa così preziosa e pregiata, venne costituita nel 1964 dal Consorzio delle Comunalie Parmense una prima riserva per la raccolta sostenibile dei funghi: la Comunalia di Boschetto di Albareto; nel giro di alcuni anni anche gli altri comuni limitrofi istituirono analoghe riserve, per tutelare il fungo e razionalizzarne la raccolta.
Il riconoscimento di indicazione geografica protetta avvenne nel 1996.

## Area di produzione
L'individuazione della zona I.G.P venne fatta utilizzando le indicazioni contenute nei registri della camera di commercio, industria e agricoltura di Parma, in particolare venne presa come riferimento l'edizione del 1934.

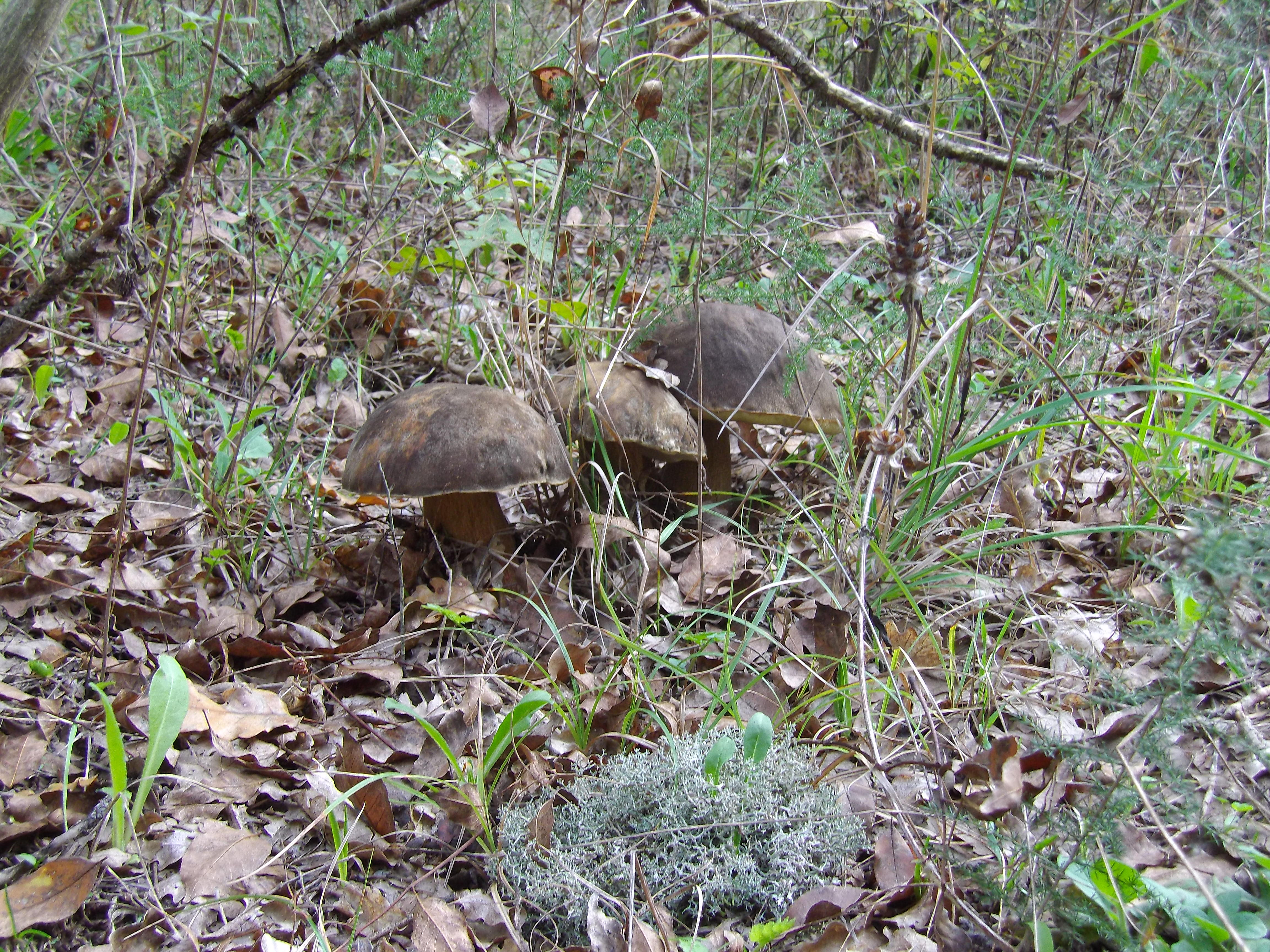
Gruppo di porcini neri

L'area emiliana della zona di produzione e raccolta è delimitata a nord dal torrente Cogena, lungo tutto il suo corso a partire dal crinale spartiacque sino alla sua confluenza con il Taro che avviene presso Ostia Parmense; l'area segue quindi ad est, il crinale di confine provinciale e regionale sino al monte Gottero, nel comune di Albareto.
A sud il territorio è delimitato dallo spartiacque che va dal Gottero sino al Lago Secco, seguendo poi in direzione ovest l'omonimo rio sino alla confluenza con il torrente Gotra che segna a sua volta il confine sino alla sua confluenza con il Taro. Il confine nord-nord ovest dell'areale è marcato dal Taro stesso sino alla confluenza del già menzionato Cogena.
L'areale toscano della zona di produzione è rappresentato da una porzione di Lunigiana inclusa nel comune di Pontremoli delimitata dal torrente Civasola ad est, dal corso del fiume Magra sino alla confluenza con il Magriola, dal corso del Magriola sino al torrente Betigna e dal confine del comune di Zeri sino al passo dei Due Santi.
In totale sono poco più di 33000 ettari dei quali 18000 circa suddivisi fra i comuni di Borgo Val di Taro e Albareto in provincia di Parma e 15000 circa nel comune di Pontremoli in Lunigiana.

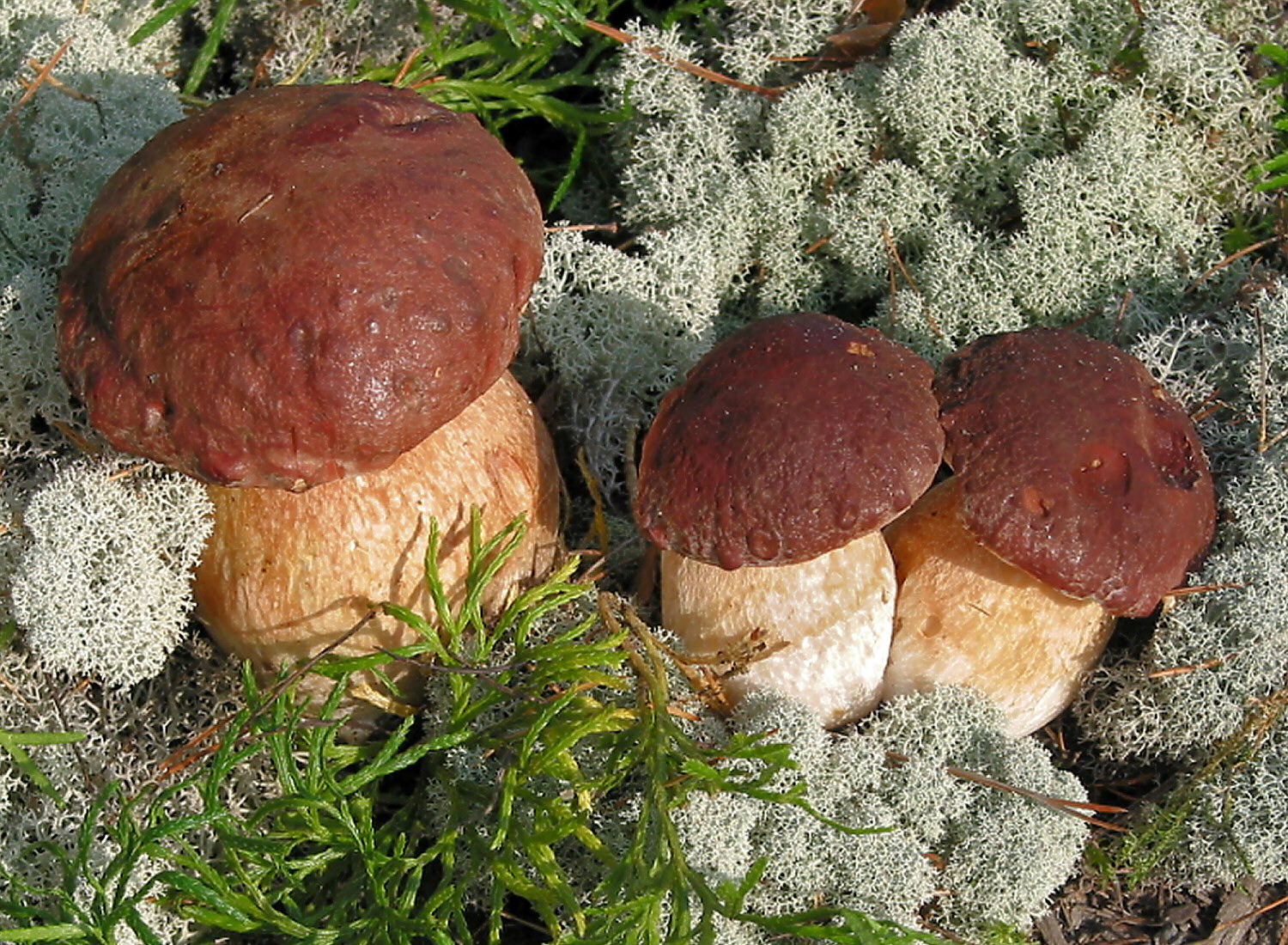
Porcino moro (pinophilus)

## I boleti denominati "Fungo di Borgotaro"
Il disciplinare individua quattro specie di boleti che possono raccolti nell'areale di produzione e possono essere denominati fungo di Borgotaro:
- Boletus edulis, chiamato comunemente porcino, tipicamente autunnale cresce da settembre sino al periodo delle prime nevicate indifferentemente nei boschi di querce faggi o conifere;
- Boletus pinophilus, chiamato comunemente porcino moro o porcino rosso, cresce nel periodo primaverile ed estivo nei castagneti, mentre nel periodo autunnale è tipico delle faggete e dei boschi di conifere;
- Boletus aestivalis, chiamato comunemente porcino estivo, cresce da maggio a settembre soprattutto nei castagneti;
- Boletus aereus, chiamato comunemente porcino nero, è la specie che più si adatta ai climi secchi, cresce da luglio a settembre generalmente nei castagneti e nei querceti.[4]

## Norme per la raccolta
La raccolta del fungo di Borgotaro è subordinata ad una serie di norme che differiscono sia per l'ambito regionale che per quello locale della zona di raccolta. Tali norme, come nel caso di quelle della comunità montana di Borgo Val di Taro, si applicano anche alle zone limitrofe non incluse nell'areale del fungo di Borgotaro IGP.
In generale le norme definiscono i giorni di raccolta, le quantità massime che possono essere prelevate differenziando fra i residenti e i non residenti, le modalità di trasporto dei funghi raccolti al fine di favorirne la diffusione delle spore, vengono anche definite in alcuni casi dimensioni minime dei funghi e un tetto al numero giornaliero di tesserini rilasciati.

## Manifestazioni
Ogni anno, a metà settembre, si svolge a Borgo Val di Taro la Sagra del Fungo, mentre il primo week-end di ottobre si svolge ad Albareto la importante Fiera Nazionale del Fungo Porcino di Albareto, entrambe dedicate al fungo porcino di Borgotaro IGP.

## Museo
Nel settembre 2022 - dopo lunga preparazione - è stato inaugurato il "Museo del Fungo Porcino", avente due sedi, una ad Albareto ed una a Borgotaro..

## Galleria d'immagini

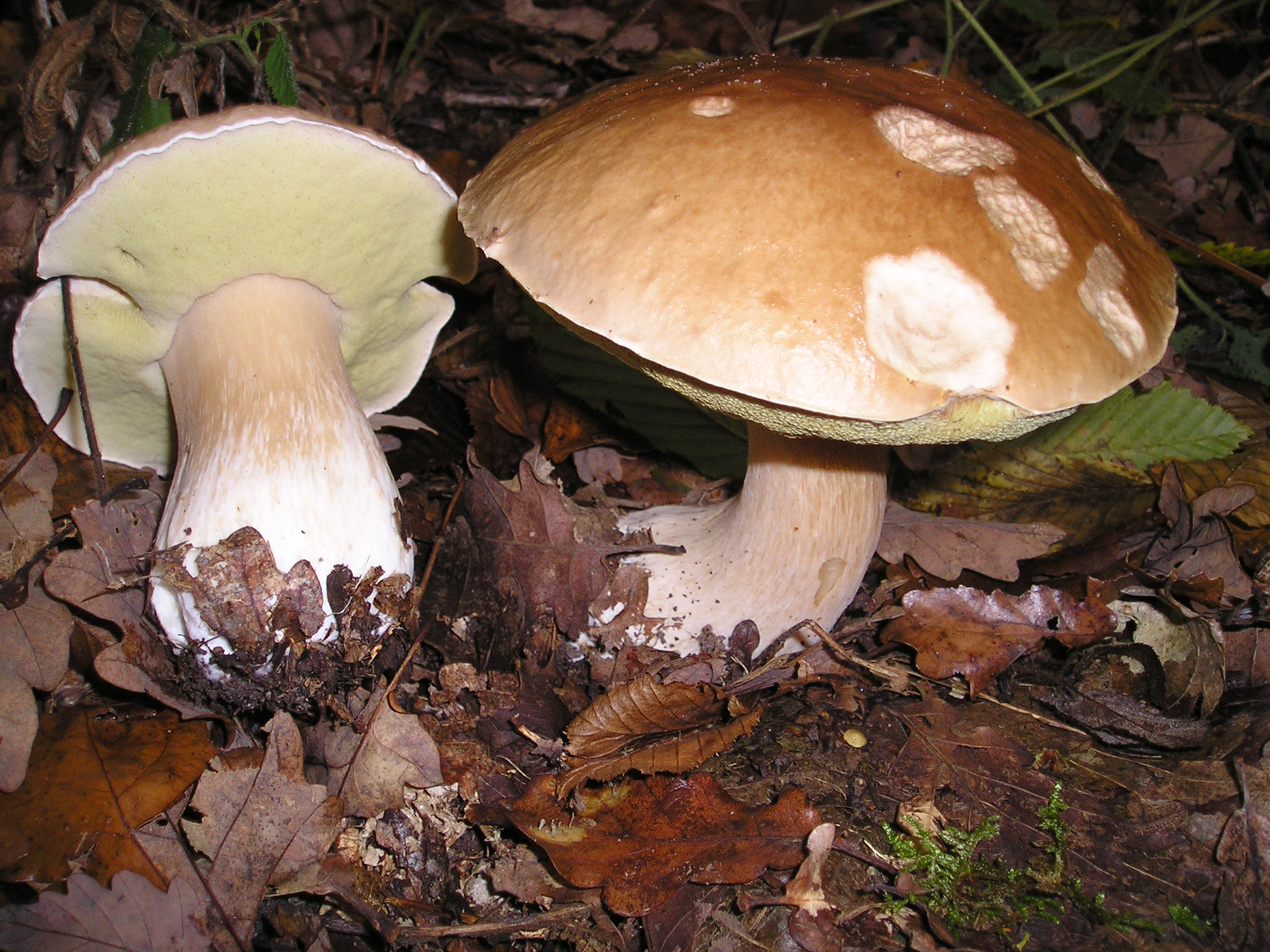
Boletus Edulis o porcino comune
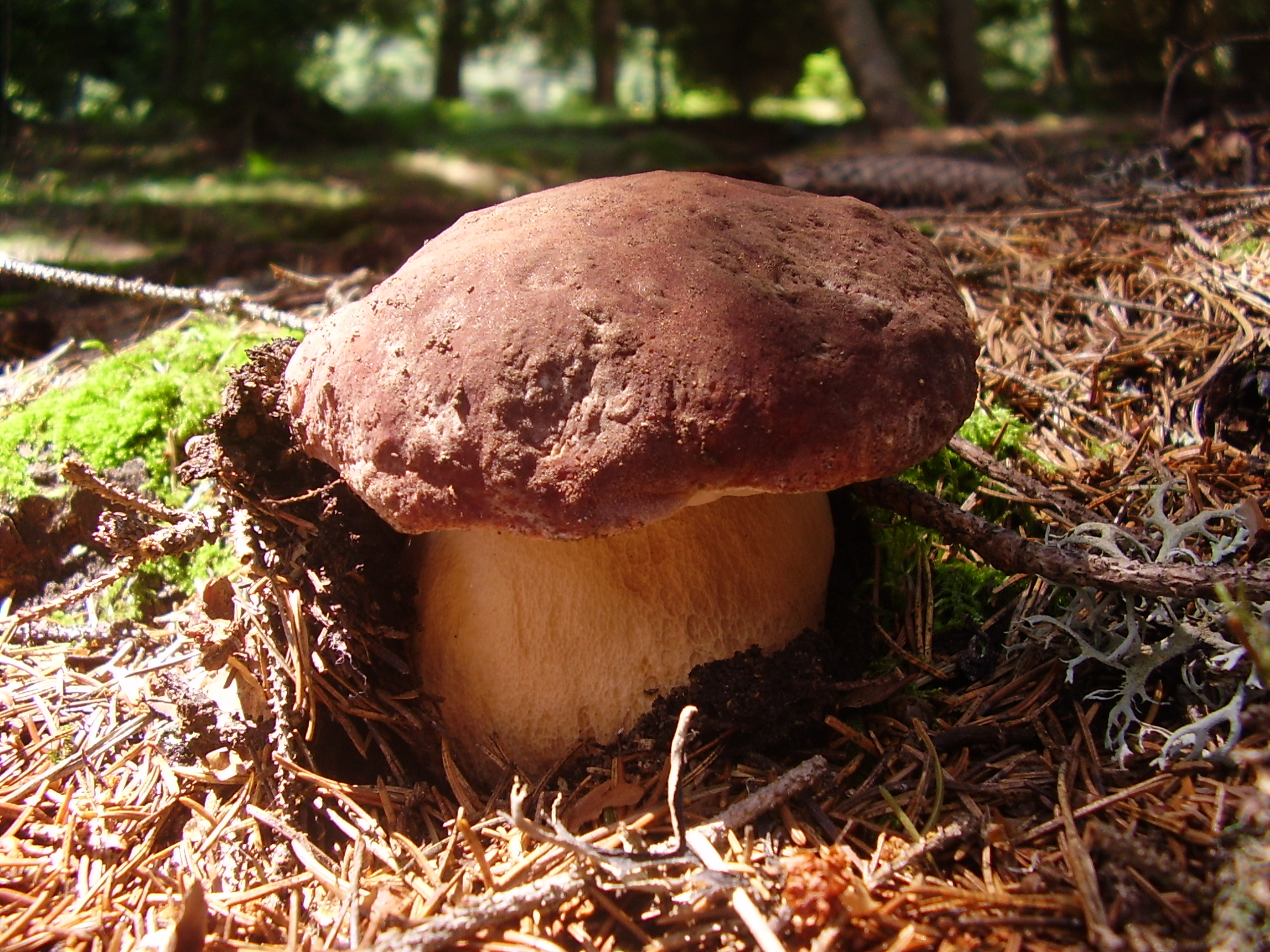
Boletus Pinophilus
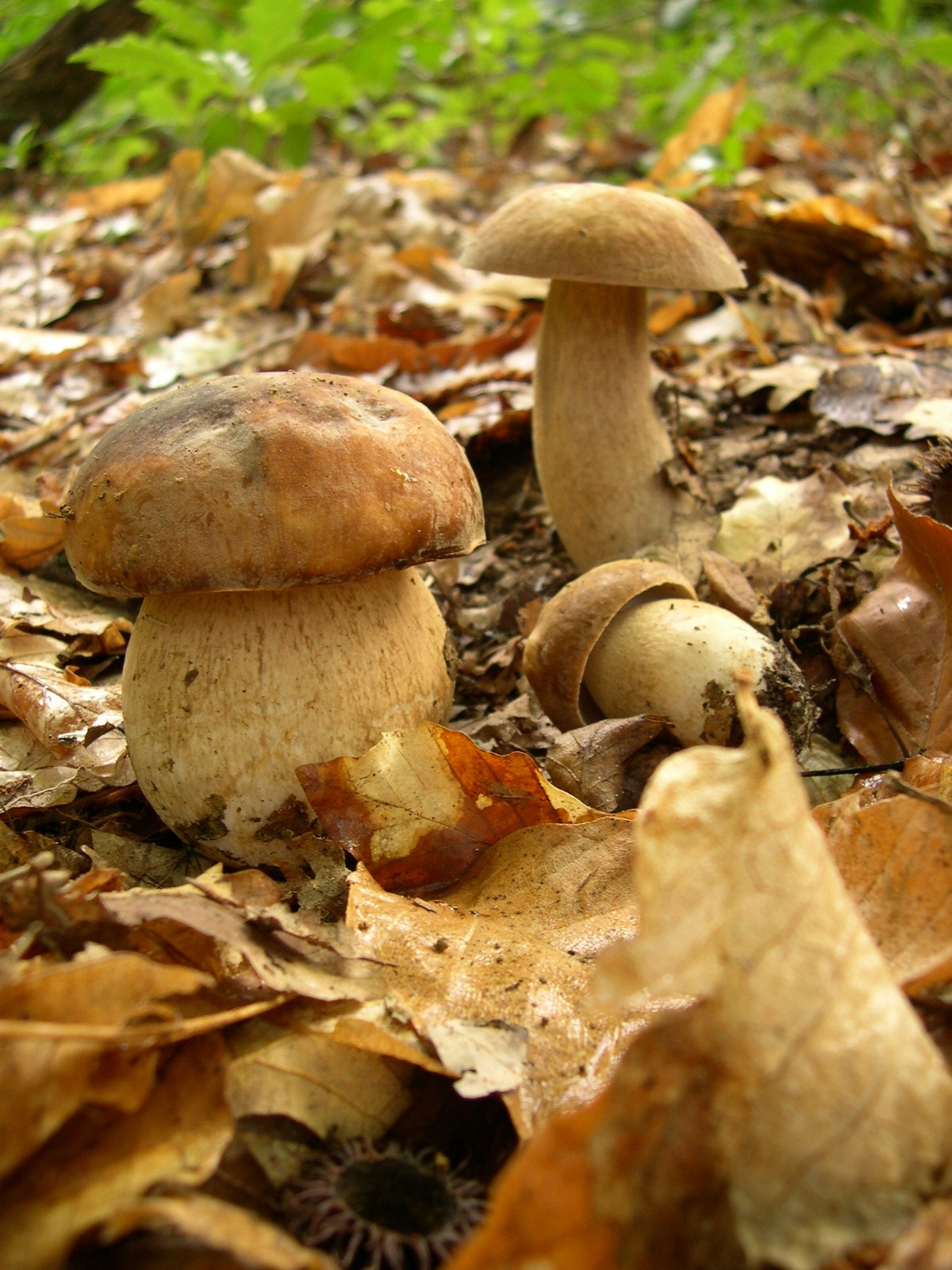
Boletus Aestivalis o porcino estivo
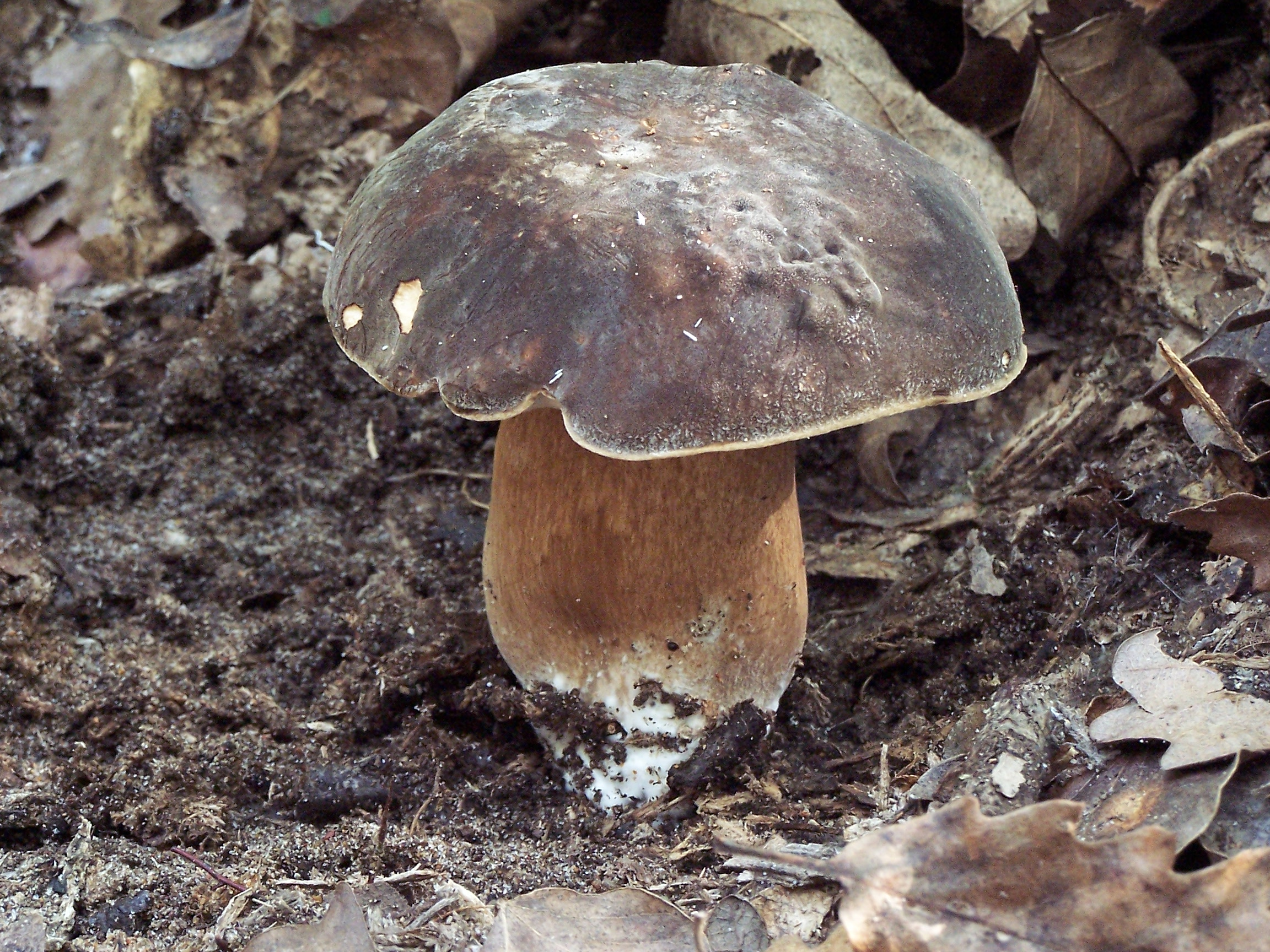
Boletus Aereus o porcino nero
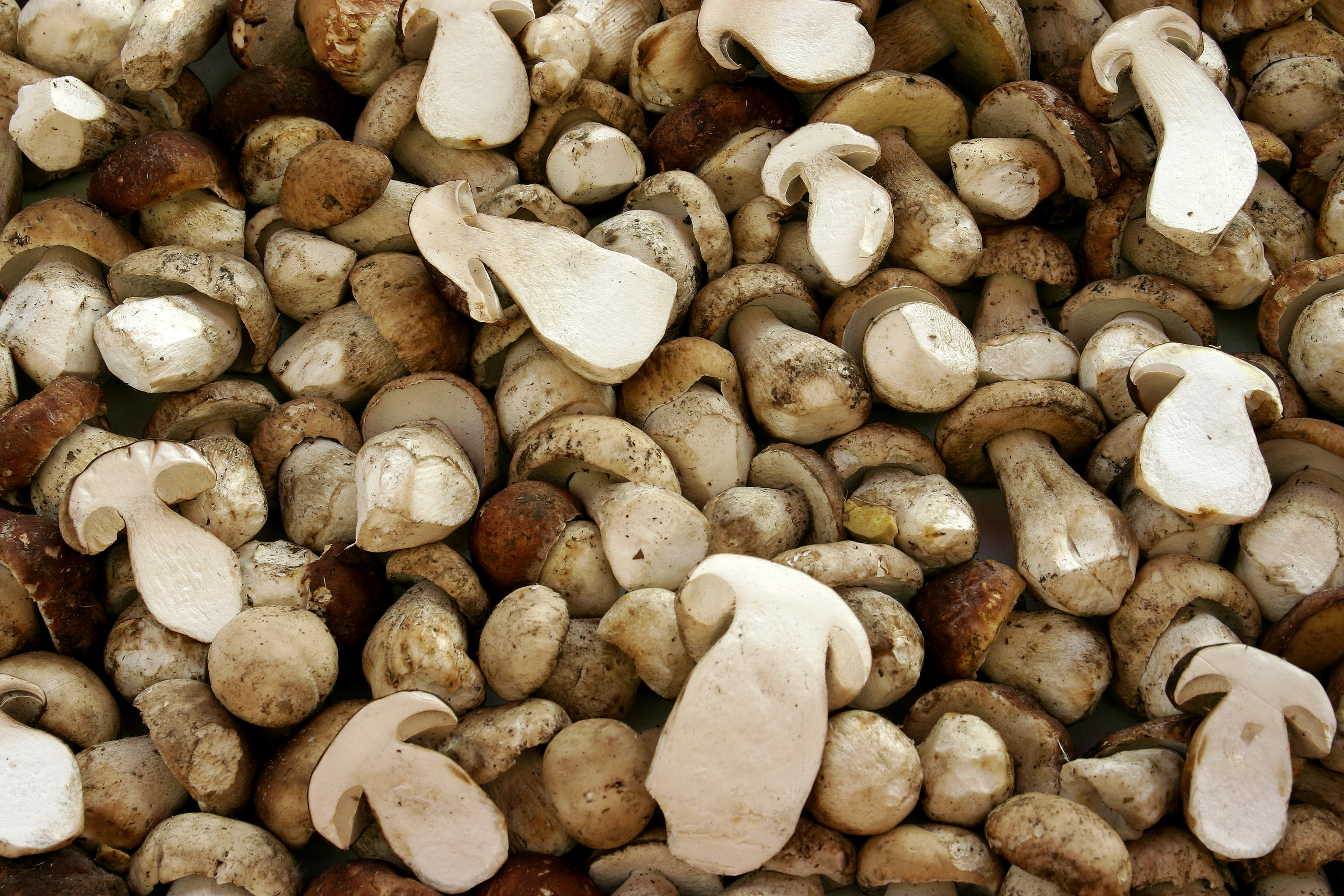
Porcini freschi
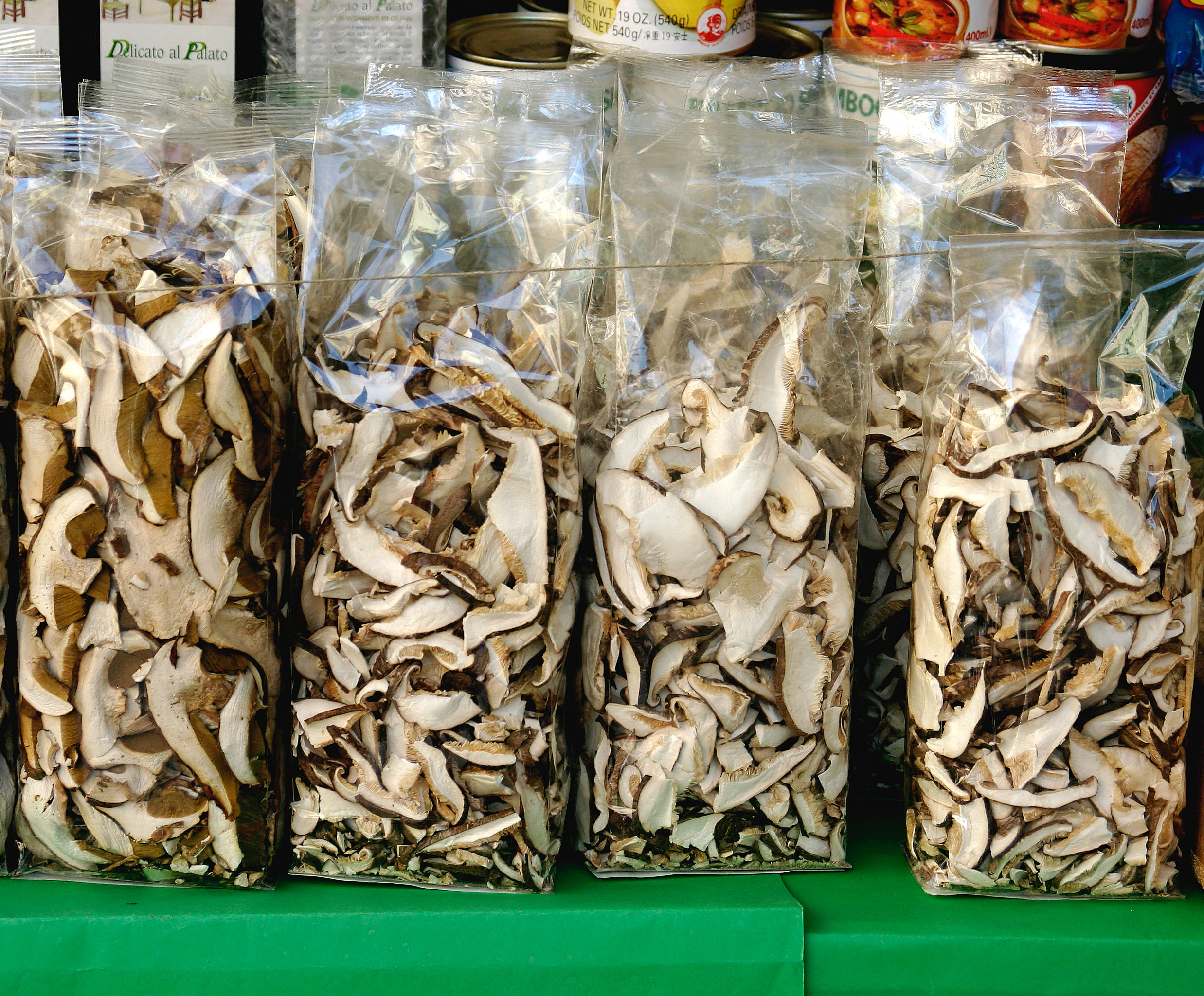
Porcini secchi confezionati
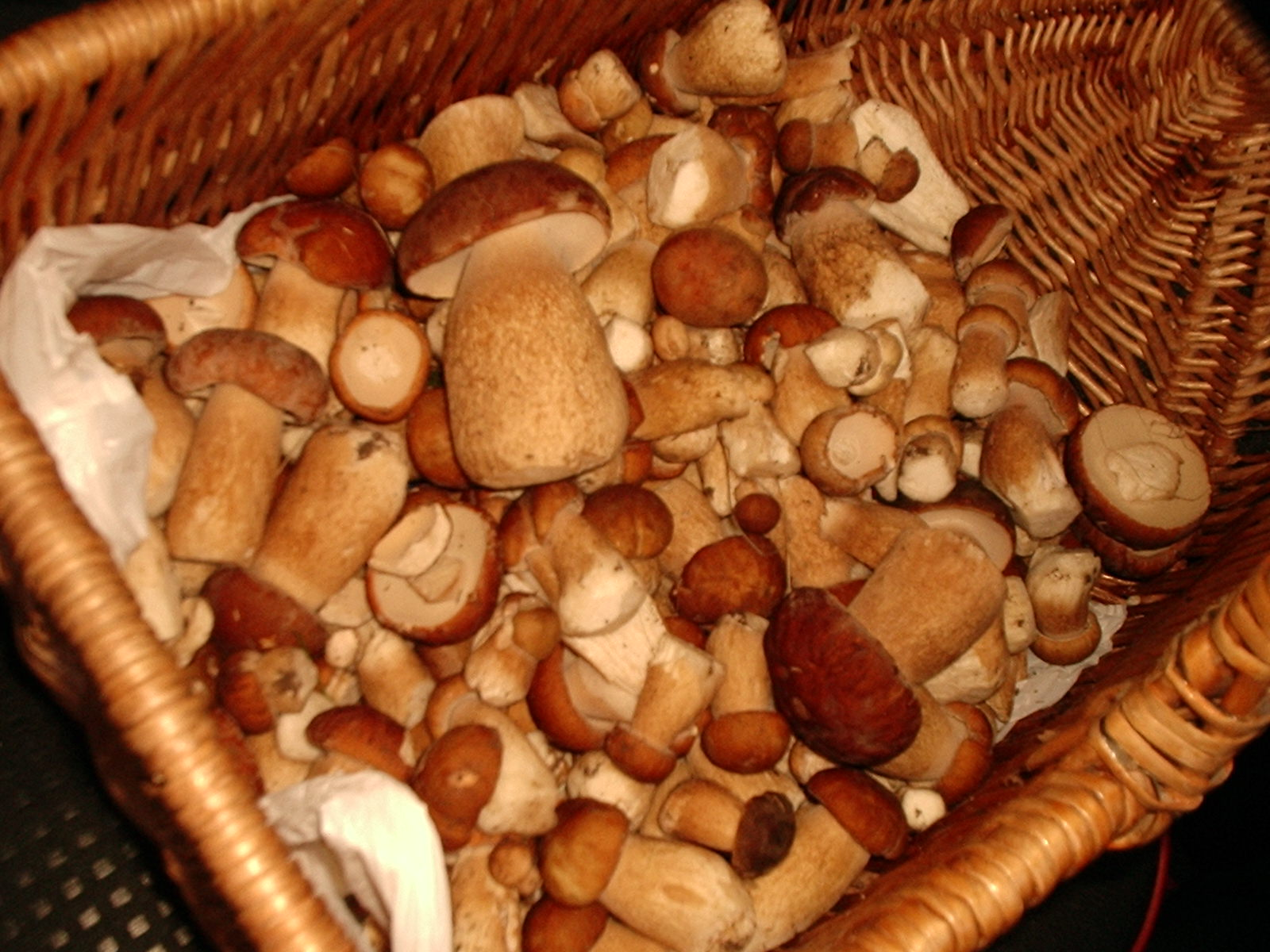
Cesto di porcini